# Sergius av Kappadokien
Sergius av Kappadokien var en munk, måhända även präst, som led martyrdöden år 304 i Caesarea i Kappadokien under kejsar Diocletianus kristendomsförföljelser. Sergius vördas som helgon inom Romersk-katolska kyrkan. Hans minnesdag firas den 24 februari.